# Torneio de Candidatos de 2016

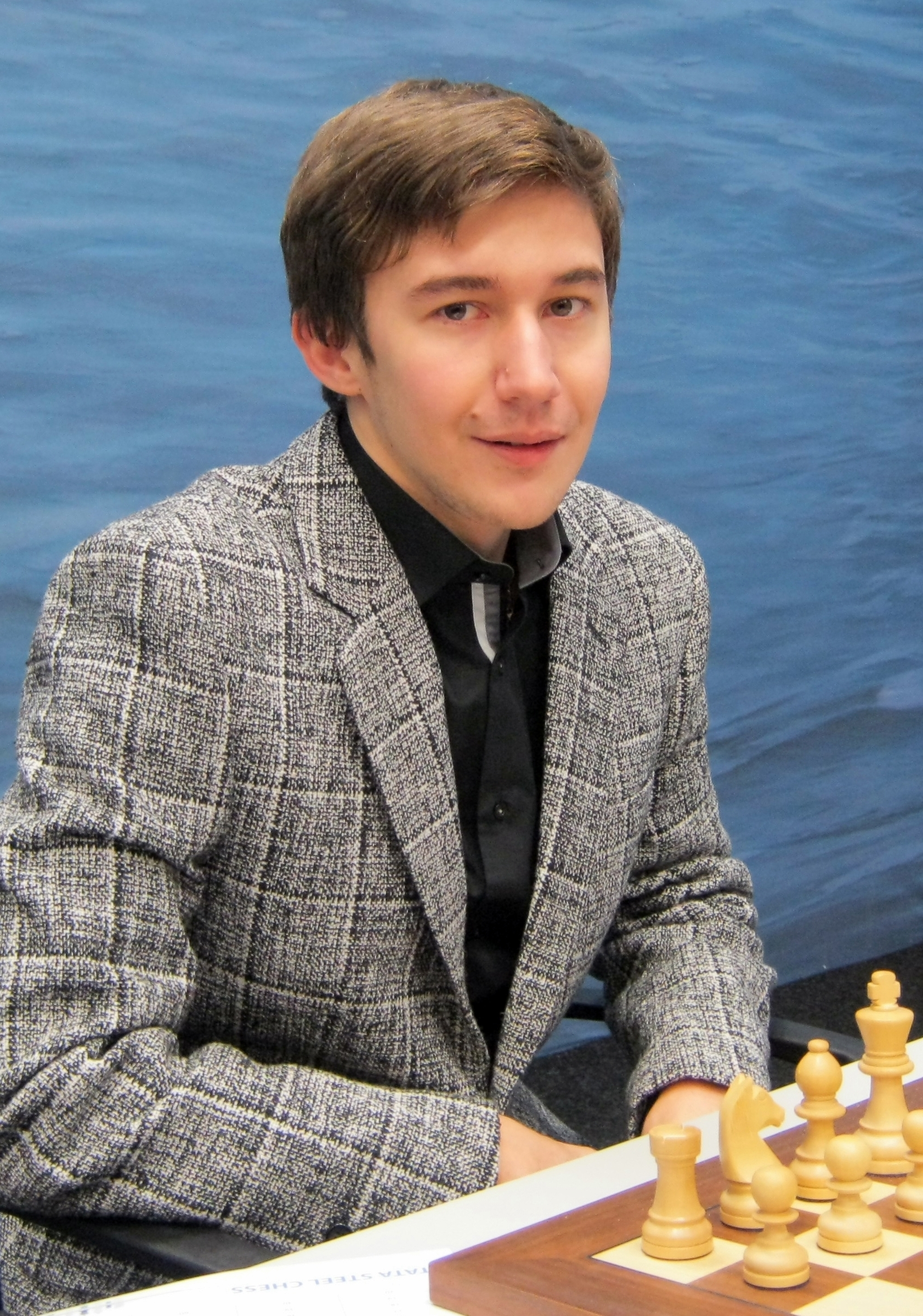
Sergey Karjakin, vencedor do torneio.

O Torneio de Candidatos de 2016 foi disputado em Moscou, Rússia, de 10 a 30 de março.
Os jogadores foram selecionados de acordo com os seguintes critérios:
1. Viswanathan Anand (finalista do último campeonato mundial)
2. Hikaru Nakamura (os dois primeiros colocados do FIDE Grand Prix 2014–15)
3. Fabiano Caruana (os dois primeiros colocados do FIDE Grand Prix 2014–15)
4. Sergey Karjakin (os dois primeiros colocados do World Cup 2015)
5. Peter Svidler (os dois primeiros colocados do World Cup 2015)
6. Levon Aronian (Wildcard)
7. Veselin Topalov (os dois ratings mais altos de 2015, dentre os que disputaram o World Cup 2015 ou do FIDE Grand Prix 2014–15)
8. Anish Giri (os dois ratings mais altos de 2015, dentre os que disputaram o World Cup 2015 ou do FIDE Grand Prix 2014–15)

Em caso de desistência, o grande mestre Dmitry Jakovenko seria o primeiro na linha de substituição por ter sido o terceiro colocado no Grand Prix da FIDE.

## Ratings no início da disputa
De acordo com o rating da FIDE, os jogadores ocupavam as seguintes posições no início do torneio:
| Posição no ranking mundial | Jogador           | Rating |
| -------------------------- | ----------------- | ------ |
| 3                          | Fabiano Caruana   | 2794   |
| 4                          | Anish Giri        | 2793   |
| 6                          | Hikaru Nakamura   | 2790   |
| 7                          | Levon Aronian     | 2786   |
| 8                          | Veselin Topalov   | 2780   |
| 11                         | Viswanathan Anand | 2762   |
| 13                         | Sergey Karjakin   | 2760   |
| 16                         | Peter Svidler     | 2757   |

## Resultados e premiações
| Classificação | Jogador           | SK  | FC  | VA  | PS  | LA  | AG  | HN  | VT  | Pontos | Premiação em Euros |
| ------------- | ----------------- | --- | --- | --- | --- | --- | --- | --- | --- | ------ | ------------------ |
| 1             | Sergey Karjakin   | –   | ½ 1 | 1 0 | ½ ½ | ½ ½ | ½ ½ | 1 ½ | ½ 1 | 8½     | €95.000            |
| 2             | Fabiano Caruana   | ½ 0 | –   | ½ 1 | ½ ½ | ½ ½ | ½ ½ | ½ 1 | ½ ½ | 7½     | €88.000            |
| 3             | Viswanathan Anand | 0 1 | ½ 0 | –   | 1 ½ | ½ 1 | ½ ½ | ½ 0 | 1 ½ | 7½     | €75.000            |
| 4             | Peter Svidler     | ½ ½ | ½ ½ | 0 ½ | –   | ½ 1 | ½ ½ | ½ ½ | ½ ½ | 7      | €55.000            |
| 5             | Levon Aronian     | ½ ½ | ½ ½ | ½ 0 | ½ 0 | –   | ½ ½ | 1 ½ | 1 ½ | 7      | €40.000            |
| 6             | Anish Giri        | ½ ½ | ½ ½ | ½ ½ | ½ ½ | ½ ½ | –   | ½ ½ | ½ ½ | 7      | €28.000            |
| 7             | Hikaru Nakamura   | 0 ½ | ½ 0 | ½ 1 | ½ ½ | 0 ½ | ½ ½ | –   | 1 1 | 7      | €22.000            |
| 8             | Veselin Topalov   | ½ 0 | ½ ½ | 0 ½ | ½ ½ | 0 ½ | ½ ½ | 0 0 | –   | 4½     | €17.000            |

Na última rodada, Karjakin e Caruana estavam empatados em sete pontos e meio. Karjakin, com as brancas, venceu a partida e terminou o torneio em primeiro lugar, com oito pontos e meio em 14 possíveis.